# بيمكور
بيمكور هو منصة برمجيات مفتوحة المصدر تعتمد على لغة بي إتش بي وتستخدم في إدارة معلومات المنتجات (PIM)، إدارة البيانات الرئيسية (MDM)، إدارة بيانات العملاء (CDP)، إدارة الأصول الرقمية (DAM)، إدارة المحتوى (CMS)، والتجارة الرقمية.

## التكنولوجيا
يُشغل Pimcore من خلال متصفح ويب ويعتمد على لغة البرمجة بي إتش بي، بالإضافة إلى نظام إدارة قواعد البيانات ماي إس كيو إل/ماريا دي بي. يتألف من بنية برمجية معيارية تستخدم أطر تطوير رائدة مثل مشروع سمفوني وأداة إدارة الحزم Composer، بناءً على نهج "أفضل الحلول". تتبع هذه البنية قواعد تطوير البرمجيات الموجهة للكائنات، مع الأخذ في الاعتبار نمط تصميم MVC (نموذج-عرض-تحكم).
يتبع Pimcore المواصفات والتعريفات التي وضعتها مجموعة تفاعل أطر عمل PHP (PSR 1 و2 و3 و4 و7). وقد أصبحت الشركة عضوًا في هيئة توحيد معايير PHP هذه منذ أغسطس 2016.
منذ إطلاقه الأول في عام 2010، يتبع Pimcore نهجًا يعتمد بالكامل على واجهة برمجة التطبيقات (API). حيث يمكن الوصول إلى جميع الوظائف من خلال واجهة PHP وواجهة REST API، مما يسمح بالاتصال السهل مع أي أنظمة طرف ثالث موجودة، مثل ساب، Navision، Salesforce أو Oracle. يمكن توسيع نواة Pimcore من خلال مكونات وإضافات خارجية.
يمتلك Pimcore واجهة إدارة لتكوين النظام وإدارة البيانات. وتعتمد واجهة المستخدم على إطار تطوير Sencha Ext-JS-6.

### التكنولوجيا المستخدمة
Pimcore تطبيق يستند إلى الويب ويستخدم لغة البرمجة بي إتش بي ونظام إدارة قواعد البيانات العلائقية ماي إس كيو إل/ماريا دي بي. يمكن توسيع التطبيق الأساسي من خلال الإضافات (Plugins) والاستفادة من واجهات برمجة التطبيقات (APIs). يتضمن Pimcore واجهة خلفية إدارية لتكوين النظام وإدارة البيانات. يستخدم Pimcore المكونات التالية:
- سمفوني، إطار عمل لتطبيقات الويب
- PHPUnit، إطار عمل لاختبار الوحدات البرمجية
- Twig، محرك قوالب
- Composer، مدير حزم
- Ext JS، إطار عمل لتطبيقات صفحات الويب الأحادية باستخدام JavaScript

## الوظائف
يتكون محفظة Pimcore من حلول برمجية مفتوحة المصدر لإدارة بيانات الأساس متعددة المجالات وحلول للتجارة الرقمية عبر القنوات المختلفة وإدارة المحتوى. بالإضافة إلى إصدار المجتمع المجاني، تتوفر الحلول البرمجية أيضًا كإصدار للمؤسسات. تتضمن منصة البرمجيات وظائف لإدارة معلومات المنتجات (PIM)، وإدارة محتوى الويب (CMS), وإدارة الأصول الرقمية (DAM) والتجارة الإلكترونية، وهي متوفرة بموجب رخصة GPLv3 مفتوحة المصدر ورخصة الملكية الخاصة PEL (رخصة مؤسسة Pimcore).

### إدارة بيانات الأساس (MDM) / إدارة معلومات المنتج (PIM)
تتعامل وظائف إدارة بيانات الأساس (MDM) وإدارة معلومات المنتج (PIM) في Pimcore مع دورة حياة بيانات الأساس وبيانات المنتجات في الشركات. يتركز التركيز على توحيد البيانات، وإنشاء مستودع بيانات مركزي، وإدارة جودة البيانات. في هذا السياق، يُمكّن Pimcore من تكوين نماذج بيانات بأي مستوى من التعقيد وتوحيد البيانات للشركات من مختلف الصناعات ونماذج الأعمال المتنوعة. يتضمن Pimcore أكثر من 40 مكونًا من مكونات البيانات ويتوافق مع أنظمة التصنيف مثل ECLASS (المعروفة سابقًا باسم eCl@ss) وGS1. يمكن إدارة المحتوى وكذلك الهياكل والإصدارات والأوصاف والترجمات مركزيًا.

### إدارة محتوى الويب (CMS)
تعتمد وظائف إدارة محتوى الويب (CMS) على إدارة البيانات بشكل محايد للوسائط ودعم مبدأ النشر من مصدر واحد وعلى قنوات متعددة. يمكن استخدام Pimcore لإنشاء وإدارة محتوى متعدد الوسائط وعبر القنوات يمكن استهلاكه على الأجهزة الرقمية (الحواسيب المكتبية، الهواتف المحمولة، الأجهزة اللوحية) وكذلك في نقاط البيع (POS) وفي المطبوعات.

### إدارة الأصول الرقمية (DAM)
تشمل وظائف إدارة الأصول الرقمية (DAM) إدارة وتصنيف وتحويل الوسائط الرقمية بأي تنسيق وحجم بشكل مركزي. الهدف هو تبسيط إدارة الوسائط وتوفير الوسائط المناسبة بالتنسيقات المناسبة لقنوات الإخراج ذات الصلة.

### إطار عمل التجارة الإلكترونية
يُعد إطار عمل التجارة الإلكترونية مكونًا لتطوير تطبيقات التجارة الإلكترونية المرنة بسرعة لكل من B2B وB2C.

### إطار عمل بيانات العملاء
يُعد إطار عمل بيانات العملاء مكونًا لتطوير تطبيقات إدارة بيانات العملاء بسرعة، بما في ذلك تقسيم بيانات العملاء، والتخصيص، وأتمتة التسويق.

### منصة Pimcore
تجمع منصة Pimcore بين وظائف PIM وCMS وDAM والتجارة الإلكترونية في تطبيق مفتوح المصدر واحد، مما يضع نفسها كحل نظام لتوحيد بيئات تكنولوجيا المعلومات. في هذا السياق، يُعد Pimcore رائدًا في حلول الأنظمة المتكاملة بدلاً من نهج "أفضل الحلول".

## التاريخ
تم تطوير Pimcore في الأصل من قبل وكالة العناصر الرقمية ضمن شركة New Media Solutions GmbH. تم إصدار النسخة التجريبية العامة الأولى في 21 يناير 2010. في عام 2013، تأسست شركة Pimcore GmbH.
في عام 2015، أطلقت Pimcore برنامج شراكة عالمي لمتكاملي الأنظمة والوكالات الرقمية. ولدى الشركة شركاء في أوروبا وأمريكا الشمالية وجنوب شرق آسيا.
تتبع Pimcore إرشادات وتعريفات مجموعة تفاعل أطر عمل PHP (PSR 1، 2، 3، 4 و7). وقد أصبحت الشركة عضوًا في هذه الهيئة المعنية بتوحيد معايير PHP منذ أغسطس 2016.
في عام 2018، حصلت Pimcore على تمويل من السلسلة A بقيمة 3.5 مليون دولار من شركة Auctus Capital الألمانية.
في عام 2022، أغلقت Pimcore صفقة تمويل من السلسلة B بقيمة 12 مليون دولار بقيادة Nordwind Growth بهدف توسيع منصة إدارة البيانات وتجربة المستخدم مفتوحة المصدر على مستوى العالم.

## الاستخدام
طورت Northgate Markets نظام طلبات شامل وجددت موقعها الإلكتروني باستخدام Pimcore.Grill-Goodman، Jamie (26 يوليو 2019). "Case Study: How Northgate Market Is Future-Proofing Grocery". risnews.com. مؤرشف من الأصل في 2023-12-27. اطلع عليه بتاريخ 2020-08-13.
نفذت Alshaya، مشغل الامتيازات الدولية القائم في الكويت، نظامي PIM وDAM لإدارة بيانات 1.8 مليون منتج."Success Story - Alshaya - PSG" (PDF). 23 يوليو 2020. مؤرشف من الأصل (PDF) في 2021-08-30. اطلع عليه بتاريخ 2020-08-06.
أضافت Open Icecat إضافة مفتوحة المصدر لتحميل قاعدة بيانات المحتوى المفتوح إلى نسخة Pimcore."Icecat - Pimcore plugin". 30 سبتمبر 2021. مؤرشف من الأصل في 2024-03-13. اطلع عليه بتاريخ 2021-09-30.